# Protocryphia
Protocryphia là một chi bướm đêm thuộc họ Noctuidae.